# Айала, Фернандо
Фернандо Айала (исп. Fernando Ayala; 1920—2007) — аргентинский кинорежиссёр, сценарист, продюсер. Один из признанных лидеров национального кинематографа, первым в своих фильмах решившийся на открытую критику военно-политических режимов страны.

## Биография
Кинематографическую карьеру в 1942 году начинал стажёром помощника режиссёра, работал на всех уровнях процесса кинопроизводства и к 1949 году получил право снять свою первую самостоятельную короткометражную ленту, и только к 1955 году полнометражную — «Вчера была весна» (исп. Ayer fue primavera). После принимает решение самостоятельно продюсировать собственные фильмы и, начиная с 1958 года, создаёт более 40 картин. Международный успех приходит уже с третьим фильмом «Босс» (исп. El jefe, 1957 год), который принёс ему победу на кинофестивале в Мар-дель-Плата и премию Ассоциации кинокритиков Аргентины «Серебряный кондор».
В 1963 году был членом жюри на 13-м Берлинском международном кинофестивале.
В 1964 году ставит картину по сценарию друга и партнёра Эктора Оливера «Сначала я» (исп. Primero yo). Она была представлена в главной конкурсной программе кинофестиваля в Каннах, но уступила Золотую пальмовую ветвь музыкальной мелодраме «Шербурские зонтики». В 1972 и 1973 годах опять совместно с Эктором Оливера готовит крупный документальный проект «Argentinísima» и «Argentinísima II» о музыкальной культуре Аргентины.
В 1983 году успеха добивается его триллер «Композиция» (исп. El arreglo), который получает специальный диплом ММКФ (был номинирован на Главный приз).
На момент смерти в 1997 году Фернандо Айала был президентом Ассоциации режиссёров Аргентины.

## Избранная фильмография
| Год  |   | Русское название                 | Оригинальное название                | Роль                          |
| ---- | - | -------------------------------- | ------------------------------------ | ----------------------------- |
| 1955 | ф | Вчера была весна                 | Ayer fue primavera                   | режиссёр                      |
| 1957 | ф | Босс                             | El jefe                              | продюсер, сценарист, режиссёр |
| 1964 | ф | Сначала я                        | Primero yo                           | режиссёр                      |
| 1967 | ф | Когда мужчины говорят о женщинах | Cuando los hombres hablan de mujeres | продюсер, режиссёр            |
| 1971 | ф | Аргентинец до самой смерти       | Argentino hasta la muerte            | режиссёр                      |
| 1972 | ф |                                  | Argentinísima                        | продюсер, режиссёр            |
| 1973 | ф |                                  | Argentinísima II                     | продюсер, режиссёр            |
| 1982 | ф | Сладкое серебро                  | Plata dulce                          | продюсер, режиссёр            |
| 1983 | ф | Композиция                       | El arreglo                           | продюсер, режиссёр            |